# Теория волны-пилота
В теоретической физике, теория волны-пилота является первым известным примером теории со скрытыми переменными. 
Она была представлена Луи де Бройлем в 1927 году. 
Её более современная версия в интерпретации Бома является попыткой интерпретации квантовой механики как детерминированной теории, в которой находят своё объяснение такие понятия, как мгновенный коллапс волновой функции и парадокс кота Шредингера.

## Принципы
Теория волны-пилота является теорией со скрытыми параметрами. Следовательно теория основывается на следующих понятиях:
- реализма (что означает, что её понятия существуют независимо от наблюдателя);
- детерминизма.

Положение и импульс каждой частицы считаются скрытыми переменными; они определены в любое время, но не известны наблюдателю; начальные условия для частицы также точно не известны, так что с точки зрения наблюдателя в состоянии частицы есть неопределенность, которая соответствует принципу неопределенности Гейзенберга.
Набору частиц соответствует волна, которая эволюционирует, подчиняясь уравнению Шрёдингера. Каждая из частиц следует по детерминированной траектории, которая ориентируется на волновую функцию, полностью, плотность частиц соответствует величине волновой функции. Волновая функция не зависит от частиц и может существовать также в виде пустой волновой функции.
Как и большинство интерпретаций квантовой механики, кроме многомировой интерпретации, эта теория нелокальна.

### Следствия
Теория волны-пилота показывает, что есть теория, которая реалистична и детерминирована, и при этом она пытается предсказывать экспериментальные результаты квантовой механики, например двухщелевой эксперимент.

## Математические основы
Для вывода волны-пилота де Бройля — Бома для электронов, квантовый лагранжиан
{\displaystyle L(t)={\frac {1}{2}}mv^{2}-(V+Q),}
где Q есть потенциал, связанный с квантовой силой (частица, на которую действует волновая функция), интегрируется вдоль одного пути (по которому электрон на самом деле следует). Это приводит к следующей формуле для пропагатора Бома:
{\displaystyle K^{Q}(X_{1},t_{1};X_{0},t_{0})={\frac {1}{J(t)^{\frac {1}{2}}}}\exp \left[{\frac {i}{\hbar }}\int _{t_{0}}^{t_{1}}L(t)\,dt\right]}.
Этот пропагатор позволяет отслеживать электрон с течением времени под влиянием квантового потенциала Q.

### Вывод уравнения Шрёдингера
Теория волны-пилота основывается на динамике Гамильтона — Якоби, а не на лагранжевой или гамильтоновой динамике. 
Используя уравнения Гамильтона-Якоби
{\displaystyle H\left(\mathbf {q} ,{\partial S \over \partial \mathbf {q} },t\right)+{\partial S \over \partial t}\left(\mathbf {q} ,t\right)=0}
— можно получить уравнение Шрёдингера.
Рассмотрим классическую частицу, положение которой неизвестно. Мы должны рассматривать её статистически, так что только плотность вероятности ρ(х, t) известна. Вероятность должна сохраняться, то есть {\displaystyle \int \rho \,d^{3}x=1} для каждого t. Поэтому она должна удовлетворять уравнению непрерывности
{\displaystyle \partial \rho /\partial t=-\nabla \cdot (\rho v)\quad (1)}
где v(x, t) есть скорость частицы.
В формулировке Гамильтона — Якоби классической механики скорость определяется выражением {\displaystyle v(x,t)={\frac {\nabla S(x,t)}{m}}} , где S(x, t) является решением уравнения Гамильтона-Якоби:
{\displaystyle -{\frac {\partial S}{\partial t}}={\frac {\left(\nabla S\right)^{2}}{2m}}+{\tilde {V}}(x)\quad (2),}
где {\displaystyle {\tilde {V}}} является внешним потенциалом, в поле которого происходит движение частиц. 
Мы можем объединить уравнения (1) и (2) в единую систему уравнений путём введения комплексной функции {\displaystyle \psi ={\sqrt {\rho }}e^{\frac {iS}{\hbar }}}.
Тогда эти два уравнения эквивалентны:
{\displaystyle i\hbar {\frac {\partial \psi }{\partial t}}=\left(-{\frac {\hbar ^{2}}{2m}}\nabla ^{2}+V\right)\psi \quad (3)},
где 
{\displaystyle V={\tilde {V}}-Q}
и 
{\displaystyle \quad Q=-{\frac {\hbar ^{2}}{2m}}{\frac {\nabla ^{2}{\sqrt {\rho }}}{\sqrt {\rho }}}\quad (4)}
Уравнение (3) совпадает со стандартным уравнением Шредингера для волновой функции {\displaystyle \psi } квантовой частицы во внешнем потенциале {\displaystyle V}. Возвращаясь к уравнению (2), мы видим, что квантовая механика может быть записана в форме уравнений движения классической механики, если вместо обычной потенциальной энергии использовать выражение {\displaystyle {\tilde {V}}{=}V{+}Q}, которое включает дополнительный нелокальный квантовый потенциал {\displaystyle Q}, зависящий от кривизны амплитуды волновой функции.

### Гидродинамическая формулировка уравнения Шредингера (теория Маделунга — де Бройля — Бома)
Выявленная связь между уравнениями классической и квантовой механики лежит в основе теории Маделунга — де Бройля — Бома, известной также как гидродинамическая формулировка уравнения Шредингера. В рамках данной теории отпадает необходимость явного введения волны-пилота. Исходным пунктом теории является представление волновой функции {\displaystyle \psi ={\sqrt {\rho }}e^{\frac {iS}{\hbar }}} в полярных координатах, где {\displaystyle \rho (x)} предполагается неотрицательной амплитудой вероятности нахождения частицы в точке {\displaystyle x}, a действительная величина {\displaystyle S} определяет фазу волновой функции. Подстановка этого представления в уравнение Шредингера (3) позволяет переписать уравнения эволюции в новых переменных {\displaystyle \rho (x,t)} и {\displaystyle v(x,t)={\tfrac {\nabla S(x,t)}{m}}{=}{\tfrac {\hbar }{m}}\mathrm {Im} [{\tfrac {\nabla \psi }{\psi }}]}:
{\displaystyle {\frac {\partial {\rho (x,t)}}{\partial t}}{=}-\mathrm {div} (v\rho ),\quad }(5а)
{\displaystyle m{\frac {du}{dt}}{=}{-}\mathrm {grad} (V{+}Q).\quad }(5б)
Нетрудно видеть, что первое из этих уравнений совпадает с уравнением непрерывности для некоторой "квантовой жидкости", с плотностью {\displaystyle \rho } и скоростью течения {\displaystyle v}. Второе уравнение по сути представляет собой аналог второго закона Ньютона, где снова появляется квантовый потенциал Q, заданный формулой (2). 
Уравнения (5) являются основными уравнениями гидродинамического описания квантовой механики. Вся их квантовость "спрятана" в потенциале Q, который задает нелокальное, неаддитивное и в существенной степени сингулярное взаимодействие между частицами квантовой жидкости. В частности, как сам квантовый потенциал, так и его градиент обычно обращаются в бесконечность в точках, где {\displaystyle \rho (x)=0}, благодаря чему частицы квантовой жидкости могут мгновенно набирать бесконечные скорости и проскакивать через "сухие" места, где {\displaystyle \rho (x)} обращается в нуль. Из-за этого динамика, определяемая уравнениями (5), обладает качественными отличиями от классической. В качестве наглядного примера интересно рассмотреть формирование интерференционной картины двумя свободно распространяющимися навстречу друг другу гауссовскими волновыми пакетами. Напомним, что в стандартной интерпретации квантовой механики интерференционная картина возникает благодаря принципу квантовой суперпозиции, позволяющему волновым функциям пакетов проходить сквозь друг друга, не взаимодействуя. В то же время, потоки частиц квантовой жидкости не могут пересекаться. В результате интерференция возникает как результат сложной картины рассеяния сталкивающихся потоков частиц, при котором их скорости достигают бесконечных значений.
Описанные математические особенности квантового гидродинамического описания выступают существенным препятствием к его использованию в прикладных расчётах. Тем не менее, существуют примеры его успешного использования как в применении к простейшим тестовым задачам, так и для описания некоторых молекулярных процессов .
..

### Пустые волновые функции
Люсьен Харди и Дж. С. Белл подчеркивают, что в картине квантовой механики де Бройля — Бома могут существовать «пустые волны», которые описываются волновыми функциями, распространяющимися в пространстве и времени, но не несущие энергию или импульс и не привязанные к частице. Эта же концепция была названа «волной-призраком» (или «Gespensterfelder», полями-призраками) Альбертом Эйнштейном.
Понятие пустой волновой функции обсуждалось подробно в литературе.
В многомировой интерпретации квантовой механики нет необходимости вводить понятие пустой волновой функции.